# Florentin Pogba
Florentin Peilé Pogba (ur. 19 sierpnia 1990 w Konakry) – gwinejski piłkarz występujący na pozycji obrońcy, zawodnik w Atlancie United oraz reprezentacji Gwinei.

## Kariera klubowa
Pogba profesjonalną karierę rozpoczął w hiszpańskim zespole Celta Vigo, w którym występował jednak tylko w drużynie B. Latem 2009 roku przeniósł się do francuskiego CS Sedan. Początkowo występował jedynie w rezerwach klubu, po kilkunastu miesiącach wywalczył jednak sobie pewne miejsce w pierwszej drużynie.
Latem 2013 roku przeniósł się do AS Saint-Étienne. Następnie wypożyczony był do CS Sedan. W 2018 był zawodnikiem Gençlerbirliği SK.
5 lutego 2019 podpisał kontrakt z amerykańskim klubem Atlanta United FC, umowa do 31 grudnia 2021.
| Sezon   | Klub             | Kraj    | Rozgrywki | Mecze | Bramki | Rozgrywki Europy | Mecze | Bramki |
| ------- | ---------------- | ------- | --------- | ----- | ------ | ---------------- | ----- | ------ |
| 2010/11 | CS Sedan         | Francja | Ligue 2   | 13    | 0      | –                | –     | –      |
| 2011/12 | CS Sedan         | Francja | Ligue 2   | 32    | 4      | –                | –     | –      |
| 2012/13 | CS Sedan         | Francja | Ligue 2   | 34    | 3      | –                | –     | –      |
| 2013/14 | AS Saint-Étienne | Francja | Ligue 1   | 4     | 0      | Liga Europy UEFA | 0     | 0      |
| 2014/15 | AS Saint-Étienne | Francja | Ligue 1   | 16    | 1      | Liga Europy UEFA | 6     | 0      |
| 2015/16 | AS Saint-Étienne | Francja | Ligue 1   | 24    | 0      | Liga Europy UEFA | 8     | 0      |
| 2016/17 | AS Saint-Étienne | Francja | Ligue 1   | 15    | 1      | Liga Europy UEFA | 11    | 1      |

Stan na: 13 kwietnia 2017

## Kariera reprezentacyjna
W reprezentacji Gwinei zadebiutował 11 sierpnia 2010 roku w meczu przeciwko Mali.

## Życie prywatne
Mathias, brat bliźniak Florentina także jest piłkarzem. Najbardziej znanym piłkarzem jest jednak młodszy brat Florentina, Paul, który ma na koncie grę w reprezentacji Francji i udział w mistrzostwach świata w 2014 i 2018 roku (na których wywalczył z reprezentacją mistrzostwo świata).